# Gens Èlia
La gens Èlia (en llatí: gens Aelia) va ser una gens romana d'origen plebeu, que va usar els cognomens Catus, Gallus, Gracilis, Làmia, Lígur, Paetus, Staienus, Stilo i Tubero.
Sejà, el favorit de Tiberi, era membre de la família per adopció d'un Eli. El primer que va obtenir el consolat va ser Publi Eli Pet (337 aC). Un dels primers qüestors plebeus portava el nom de Publi Eli. Sota l'imperi encara es va fer més famós. Era també el nom familiar de l'emperador Hadrià i, per tant, dels Antonins.